# فرانکونیا (آریزونا)
فرانکونیا (به انگلیسی: Franconia) یک منطقهٔ مسکونی در ایالات متحده آمریکا است که در آریزونا واقع شده‌است. فرانکونیا ۳۳۶ متر بالاتر از سطح دریا واقع شده‌است.